# To Separate the Flesh from the Bones
A To Separate the Flesh from the Bones finn grindcore/death metal együttes volt. Tagjai: Pasi Koskinen (itt "Herr Arschstein" művésznéven tevékenykedett), Niclas Etelävuori (ő a "Rot Wailer" művésznevet használta) és Mika Karpinen (alias Pus Sypope).
2004-ben alakultak meg (viszont egyes zenei oldalak 2002-re teszik megalakulásuk dátumát). Mindössze egy EP-t és egy nagylemezt jelentettek meg. Ez az együttes supergroup-nak számított, hiszen az Amorphis, a HIM és a Moonspell tagjai alkották. A feloszlásuk éve ismeretlen.

## Tagok
- Herr Arschstein – gitár, éneklés
- Rot Wailer – basszusgitár
- Pus Sypope – dobok

## Diszkográfia
- For Those About to Rot (2004, EP, a cím és a lemezborító utalás az AC/DC For Those About to Rock című lemezére)
- Utopia Sadistica (2004, stúdióalbum)